# Adorján Divéky
Adorján Divéky (ur. 17 sierpnia 1880 w Kubinie Dolnym, zm. 25 maja 1965 w Budapeszcie) – węgierski historyk literatury, językoznawca, badacz historycznych związków węgiersko-polskich.
Studia ukończył w Budapeszcie. Studia specjalne na UJ 1909–1911. W 1905 uzyskał doktorat, zaś w 1921 habilitował się na Uniwersytecie w Budapeszcie, przeniesiona na UW 1928, profesor nadzwyczajny 1932, profesor zwyczajny 1939.
Od 1917 był związany z Uniwersytetem Warszawskim, docent w latach 1929–1939. Był nauczycielem gimnazjalnym na Spiszu, Orawie, Liptowie i w Budapeszcie. Lektor języka węgierskiego na UW 1917, docent historii Polski ze szczególnym uwzględnieniem stosunków polsko-węgierskich na uniwersytecie w Budapeszcie 1921, dyrektor Instytutu Węgierskiego w Warszawie 1935–1939, profesor w Zakładzie Historii Europy Wschodniej Uniwersytetu w Debreczynie 1939–1950. 
Doktor honoris causa USB.

## Publikacje w języku polskim
- Kossuth wobec powstania styczniowego : [odczyt wygłoszony na obchodzie 50-tej rocznicy powstania styczniowego we Lwowie dnia 9 września 1913 r. w sali Muzeum Przemysłowego], Lwów 1913.
- Węgry i sprawa polska w czasie wojny, Warszawa – Kraków 1917.
- Powieści polskie po węgiersku, 1917.
- Polacy i język węgierski, Warszawa 1918.
- Sprawa chełmska a Węgry, Warszawa 1919.
- Węgrzy a Polacy w XIX stuleciu, Warszawa – Kraków 1919.
- Dzieje przyłączenia miast spiskich do Węgier w roku 1770, Zamość 1921.
- Z zagadnień historycznych stosunków polsko-węgierskich, Kraków 1923.
- Bem a Petöfi, Kraków 1928.
- Emigracja węgierska wobec powstania styczniowego, Lwów: Polskie Towarzystwo Historyczne 1930.
- O katolicyzmie na Węgrzech, Kraków 1930.
- Święty Emeryk patron młodzieży węgierskiej i jego stosunek do Polski, Warszawa 1930.
- Węgrzy a powstanie listopadowe : odczyt wygłoszony 8-go grudnia 1931 r. przy okazji uroczystości odsłonięcia tablicy ku czci Węgrów, którzy wystąpili w obronie praw polskich, Warszawa 1931.
- Co chcieli zrobić i co zrobili Węgrzy dla Polski w okresie wojny, Warszawa 1934.
- Dziejowe wskazania polskiej i węgierskiej racji stanu, Warszawa 1935.
- Cechy podobieństwa w historycznym rozwoju Węgier i Polski, Budapest 1936.
- Stosunki polsko-węgierskie za Arpadów i Piastów, Budapest 1936.
- Jan Tomcsányi, Warszawa 1937.
- Pochodzenie węgierskiej Złotej Bulli i jej wpływ na prawo polskie, Kraków 1938.
- Sprawa Legionu Węgierskiego dla Polski, Warszawa 1939.
- Historia Węgier, Budapest: Komitet Obywatelski i Instytut Polski 1942.
- Kto są Węgrzy i jak się z nimi porozumieć oraz umundurowanie i wygląd zewnętrzny wojska węgierskiego, Warszawa: Tajne Wojskowe Zakłady Wydawnicze 1943.